# Bazzania quadratistipula
Bazzania quadratistipula là một loài Rêu trong họ Lepidoziaceae. Loài này được H.A. Mill. mô tả khoa học đầu tiên năm 1981.